# Lou Jones
Lou Jones (eigentlich: Louis Woodard Jones, III; * 15. Januar 1932 in New Rochelle, New York; † 3. Februar 2006 in New York, NY) war ein US-amerikanischer Sprinter. Er verbesserte zweimal den Weltrekord über 400 Meter und wurde 1956 mit dem US-amerikanischen Team Olympiasieger in der 4-mal-400-Meter-Staffel.
Jones war bereits als Schüler der New Rochelle High School als überdurchschnittlicher Läufer bekannt. Im Anschluss an die High School besuchte er das Manhattan College in der Bronx und schloss seine Ausbildung mit einem Master des Teachers College der Columbia University.
Während seines Militärdienstes qualifizierte er sich für die Panamerikanischen Spiele 1955 in Mexiko-Stadt. Dort stellte er im Rennen über 400 Meter mit 45,4 s einen neuen Weltrekord auf und verbesserte die fünf Jahre alte Marke von George Rhoden um vier Zehntelsekunden. Mit der US-amerikanischen Stafette gewann er über 4-mal 400 Meter seine zweite Goldmedaille.
Vier Monate vor den Olympischen Spielen 1956 verbesserte Jones im Rahmen der olympischen Ausscheidungskämpfe seine eigene Bestzeit um weitere zwei Zehntelsekunden auf 45,2 s und reiste als Favorit nach Melbourne. Im olympischen Finale konnte er die hohen an ihn gestellten Erwartungen nicht erfüllen und wurde 1,3 Sekunden hinter seinem Landsmann Charles Jenkins nur Fünfter. Kompensieren konnte er diese Enttäuschung mit dem Olympiasieg als Mitglied der US-Mannschaft in der 4-mal-400-Meter-Staffel.
Nach Beendigung seiner sportlichen Laufbahn arbeitete er als Lehrer in New York und Westchester County. Am 3. Februar 2006 starb er im Alter von 74 Jahren an einem Herzstillstand.